# Giacomo Montagano
Giacomo Montagano (... – 1477) è stato un nobile e condottiero italiano, conte di Montagano e signore di Campolieto, Frosolone, Limosano, Lupara, Matrice e San Giuliano di Puglia.

## Biografia
Avviato sin da giovane alla carriera militare nella compagnia di ventura di Jacopo Caldora, prese parte alla guerra dell'Aquila del 1424 contro Braccio da Montone.
Morto il Caldora nel 1439, passò dalla parte degli Aragonesi di Alfonso V d'Aragona, prendendo parte anche all'incoronazione di questi come re del Regno di Napoli nel 1442. Ottenne l'incarico dal nuovo sovrano di contrastare i baroni ribelli nelle Marche e negli Abruzzi con Paolo di Sangro e Giovanni Antonio Orsini del Balzo. Nonostante alcuni successi, nel 1459 non si vide rinnovare la condotta militare dal successore di Alfonso, Ferrante d'Aragona. Tornò così al servizio degli Angioini.
Verso il 1460 finse di defezionare dal campo angioino con Deifobo dell'Anguillara e Marino Marzano e, giunto nel campo aragonese, situato presso Teano, chiese ed ottenne un colloquio con Ferrante. Qui, messi a bada i condottieri Giovanni I Ventimiglia e Gregorio Coreglia, i tre tentarono di assassinare il sovrano. L'assassinio fallì a causa degli uomini d'arme del re che, accorsi prontamente, costrinsero i tre alla fuga.
Negli anni seguenti continuò a fronteggiare gli Aragonesi insieme ai condottieri Antonio Caldora, Cola di Monforte-Gambatesa, Carlo di Monforte-Gambatesa, Jacopo Capece Galeota, Carlo di Sangro ed Orso Orsini.
Nel giugno 1464 difese con Mariano Savelli la contea di Venafro, assediata dagli Aragonesi. Costretto alla resa, fu condotto fino al Castel Nuovo di Napoli; qui il sovrano lo spedì in esilio, dove morì nel 1477. Essendo morto senza prole, con lui si estinse la sua famiglia.